# Lars Lagerbäck
Lars "Lasse" Lagerbäck ([laːʂ 'lɑsɛ 'laːgɛrbɛk] Katrineholm, Suecia, 16 de julio de 1948) es un entrenador de fútbol sueco. 
Después de la Eurocopa 2004, se convirtió en el único entrenador de la Selección de fútbol de Suecia. Primero se unió al equipo de personal de entrenamiento en 1997 como ayudante de Tommy Söderberg, y promocionó a segundo entrenador en el 2000. La pareja llevó a Suecia al Mundial del 2002 y la Eurocopa 2004; después de este acontecimiento, Söderberg dejó la selección absoluta para entrenar a la selección sueca de fútbol sub-21.
Lagerbäck estuvo sometido a un severo examen en el Mundial del 2006. Fue poco estricto durante todo el torneo, incluso cuando su equipo cayó frente Alemania 2-0 en los primeros diez minutos del partido. También tomó una desconcertante decisión cuando no puso de titular al mediocampista estrella Christian Wilhelmsson, que no había sido sustituido hasta antes del minuto 68. Después del torneo, Lagerbäck anunció que sólo se quedaría con el equipo hasta después de la Eurocopa 2008, después de la cual dimitirá.
En una siguiente rueda de prensa, el 3 de abril del 2007, de acuerdo con el periódico 'Dagens Nyheter', Lagerbäck se contradijo a sí mismo respecto a su dimisión, diciendo que no estaba seguro de si debería ser este el último torneo del que deberías formar parte. Sin embargo, noticias filtradas en enero de 2008 dicen que Lagerbäck ha firmado un nuevo contrato por dos años más.
Aunque a veces criticado por promover un fútbol menos vistoso, Lagerbäck destaca como el más exitoso entrenador de Suecia. Ha conducido a su equipo por cinco calificaciones directas para los mayores torneos internacionales. Este es un hecho nunca antes obtenido en la historia del fútbol sueco. Dejó la Selección sueca en octubre de 2009.
En 2010 fue el entrenador de la Selección de fútbol de Nigeria durante el Mundial de fútbol de Sudáfrica. En 2011 firmó con la Selección de fútbol de Islandia. Clasificó a la Selección de fútbol de Islandia por primera vez a una Eurocopa, pasando a la ronda de los 16 mejores venciendo 2-1 a la Selección de fútbol de Austria. De igual manera venció sorpresivamente en octavos de final al equipo representativo del país que inventó el fútbol, Inglaterra, por un marcador de 2 a 1 para clasificar así a los cuartos de final. En esa instancia enfrentaron al anfitrión Francia, siendo vapuleados por un 5 a 2.
El día lunes 4 de julio de 2016, pese a tener una estupenda Eurocopa y llevar a Islandia a obtener el respeto del orbe futbolístico, el seleccionador renunció a su cargo.
El 31 de enero de 2017, se hace cargo de la Selección de fútbol de Noruega.

## Carrera

### Como futbolista
La carrera de Lagerbäck como futbolista inició a una temprana edad. Cuando tenía trece años empezó a jugar para el club Alby FF en sus divisiones menores. Tras finalizar sus estudios secundarios a finales de los años sesenta, se inscribió en la Universidad de Umeå para adelantar estudios de Ciencias Políticas y Economía, aunque paralelamente siguió jugando al fútbol en el club Gimonäs CK de la localidad de Umeå. Jugó en ese equipo hasta 1974, ocupando la posición de mediocampista.
Como futbolista, Lagerbäck nunca pudo explotar su carrera y rara vez era tenido en cuenta en la formación titular en los clubes en los que jugó. En 1974 decidió retirarse de la actividad profesional para dedicarse a la preparación técnica.

### Como entrenador
Ese mismo año se inscribió en la Escuela Sueca de Ciencias del Deporte y de la Salud (Gymnastik- och idrottshögskolan), donde fue compañero de Roland Andersson, quien años más tarde se convirtió en su asistente técnico.
En 1977 tuvo la oportunidad de dirigir al club de cuarta división Kilafors IF, permaneciendo allí hasta 1982. Un año después se trasladó a la ciudad de Arbrå para dirigir al equipo local Arbrå BK hasta 1985. Dos años después se convirtió en entrenador del club Hudiksvalls FF de la localidad de Hudiksvall, cargo que desempeñó hasta 1989.

#### Selección de Suecia
En 1990 aceptó una propuesta para trabajar en las divisiones menores de la Selección de Fútbol de Suecia. Allí tuvo la oportunidad de ayudar en la formación de jugadores que se convertirían en referentes del seleccionado como Karl Fredrik Ljungberg y colaboró directamente con Tommy Svenson y su asistente técnico Tord Grip en la selección mayor. En 1996 fue promovido a la dirección técnica de la Selección B de Suecia, cargo que ocupó durante un año.
En 1998 el estocolmense Tommy Söderberg se hizo cargo del seleccionado mayor y escogió a Lagerbäck como su asistente. En ese momento inició el periplo de Lars en la selección absoluta de su país. Dos años después fue promovido a primer entrenador, todavía con Söderberg al mando. La dupla logró clasificar al seleccionado a la Eurocopa del año 2000, aunque no pudo avanzar en una fase de grupos conformada además por Italia, Bélgica y Turquía y tuvo que conformarse con apenas un punto cosechado en un empate a cero ante el seleccionado turco.
Pese a los malos resultados obtenidos en la Euro, la selección sueca logró acceder al Mundial de Fútbol de Corea y Japón de 2002 de la mano del cuerpo técnico conformado por Söderberg y Lagerbäck. En la copa debió enfrentar un difícil grupo F ante rivales de envergadura como Argentina, Inglaterra y Nigeria. Suecia se quedó con el grupo tras conseguir cinco puntos producto de la victoria ante Nigeria y de los empates ante Argentina e Inglaterra. Sin embargo, en octavos de final no pudo superar el escollo de Senegal, perdiendo el partido en la prórroga.

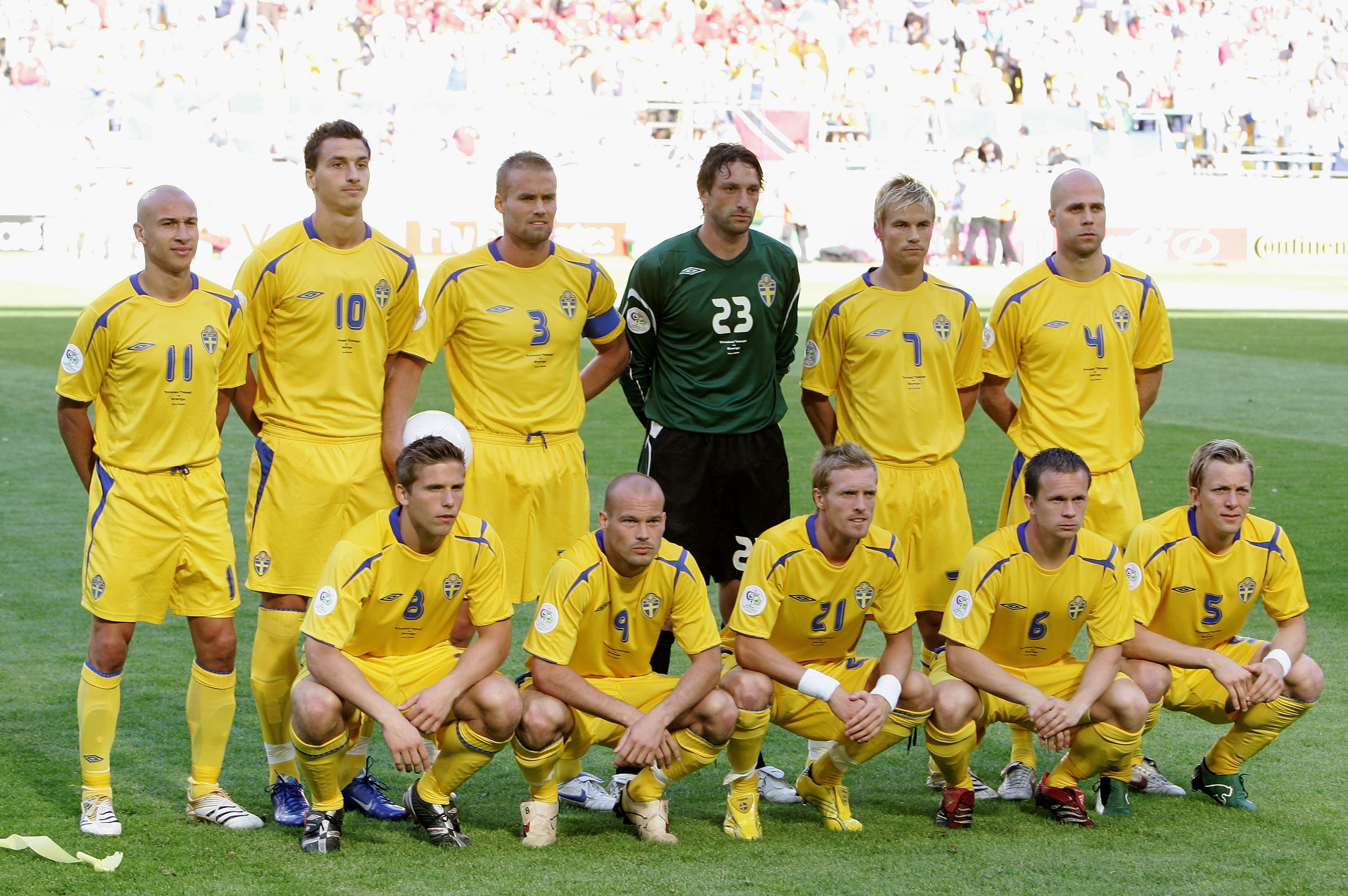
Imagen del seleccionado sueco en 2006.

La Eurocopa de 2004 sería el tercer torneo continental al que la selección sueca clasificaría de forma consecutiva. En el certamen el seleccionado fue ubicado en el grupo C, donde figuraban además Dinamarca, Bulgaria e Italia. Nuevamente el seleccionado sueco avanzaría en el primer lugar del grupo, enfrentándose a los Países Bajos en los cuartos de final y perdiendo en la definición por penaltis por 5 a 4. Acto seguido, Tommy Söderberg se hizo cargo del equipo sub-20, dejando toda la responsabilidad a Lagerbäck de continuar liderando el proyecto del seleccionado absoluto.
Roland Andersson, compañero de Lagerbäck en sus años de formación, se convirtió en su nuevo asistente técnico. La dupla logró llevar al seleccionado sueco a un nuevo torneo continental, el Mundial de Fútbol de 2006, perdiendo en los octavos de final ante la anfitriona Alemania. Lagerbäck llevó al seleccionado a disputar la Eurocopa de 2008, pero vio una pronta eliminación en fase de grupos. Este hecho, sumado a la no clasificación a la Copa del Mundo de 2010, hicieron que el entrenador fuera cesado del cargo.

#### Selección de Nigeria
A finales de febrero de 2010, Lagerbäck asumió el cargo de entrenador de la selección nacional de Nigeria y firmó un contrato por cinco meses. Luego de quedar eliminado en el Mundial 2010, se negó a extender el contrato que los vinculaba con el combinado nigeriano y regresó a trabajar con la Asociación Sueca de Fútbol.

#### Selección de Islandia
El 4 de octubre de 2011 fue anunciado como nuevo seleccionador de Islandia. Bajo su mando, la selección llegó a disputar una serie de play-offs ante Croacia para acceder a la Copa del Mundo de 2014, pero finalmente los croatas se quedaron con el cupo. En la Euro 2016, la Islandia de Lagerbäck avanzó hasta los cuartos de final, una verdadera hazaña para el fútbol del país del norte de Europa.

#### Selección de Noruega
El 1 de febrero de 2017, Lagerbäck fue anunciado como nuevo entrenador del seleccionado absoluto de Noruega, firmando un contrato hasta finales de 2019. Su mandato como entrenador se consideró algo mixto en términos de éxito. En diciembre de 2020, fue despedido de su cargo de entrenador de la selección nacional y fue reemplazado por Ståle Solbakken.

## Clubes

### Como jugador
| Club       | País   | Año       |
| ---------- | ------ | --------- |
| Alby FF    | Suecia | 1960-1969 |
| Gimonäs CK | Suecia | 1970-1974 |

### Como entrenador
| Club               | País     | Año       |
| ------------------ | -------- | --------- |
| Kilafors IK        | Suecia   | 1977-1982 |
| Arbrå BK           | Suecia   | 1983-1985 |
| Hudiksvalls ABK    | Suecia   | 1987-1989 |
| Selección absoluta | Suecia   | 2004-2009 |
| Selección absoluta | Nigeria  | 2010      |
| Selección absoluta | Islandia | 2011-2016 |
| Selección absoluta | Noruega  | 2017-2020 |